# Synallactes longipapillata
Synallactes longipapillata is een zeekomkommer uit de familie Synallactidae.
De wetenschappelijke naam van de soort werd in 1978 gepubliceerd door Myriam Sibuet.